# Sveneby distrikt
Sveneby distrikt är ett distrikt i Töreboda kommun och Västra Götalands län. 
Distriktet ligger sydväst om Töreboda. 

## Tidigare administrativ tillhörighet
Distriktet inrättades 2016 och utgörs av socknen Sveneby i Töreboda kommun.
Området motsvarar den omfattning Sveneby församling hade vid årsskiftet 1999/2000.